# Касонго Мвіне Кібанза
Касонго Мвіне Кібанза (*д/н — бл. 1640) — 4-й мулохве (володар) держави Луба в 1625—1640 роках.

## Життєпис
Син мулохве Ілунга ва Луефу. Близько 1625 року отруїв батька, захопивши трон. Втім невдовзі стикнувся з повстанням 5 своїх стрийків. Тривала запекла боротьба завершилася перемогою Касонго.
За традицією попередників заклав власну резиденцію в Кібанзі (Кабанзі). Звідси походить його прізвисько. Також заснував місто Мюмбу. За цим відновив активну загарюницьку політику: спочатку здійснив декілька успішних походів на південь, зрештою зосередився на розширенні держави на захід та північний схід.
Помер близько 1640 року. Йому спадкував син Касонго Кабундулу.

## Родина
Його перші четверо дітей були визнані невідповідними, оскільки вони були кульгаві. з іншими фізичними вадами або хворі. Першим з його «нормальних» дітей був Ілунга Мпунджі. Потім народилися Маньоно, Нгої Муфунгва, Кабамба, Каполе, Дісолва Мутоле, Ндібу Якубванга. Ілунга Мпунджі вчинив перелюб з першою дружиною свого батька — Касонго Мвіне Кібанза. Їх було утоплено в річці Лугува. Потім страчено іншого сина Маньоно. 
За легендою духи Ілунги Мпунджі, Маньоно та першої дружини Мвіне Кібанзи повернулись у вигляді леопарда, лева та слона, які вбили людей міста Мюмбу, але згодом були розстріляні з луків.